# مایکل نیدرگ
مایکل نیدرگ (انگلیسی: Michael Niedrig؛ زادهٔ ۱۲ ژانویهٔ ۱۹۸۰) بازیکن فوتبال اهل آلمان است.
از باشگاه‌هایی که در آن بازی کرده‌است می‌توان به باشگاه فوتبال هولشتاین کیل و باشگاه فوتبال کلن اشاره کرد.